# Johan Henrik Thomander
Johan Henrik Thomander, född 16 juni 1798 i Fjälkinge prästgård, Kristianstads län, död 9 juli 1865 i Lund, var en svensk professor, biskop, översättare och författare. Han blev teologie doktor 1836 och invaldes i Svenska Akademien på dess artonde stol 1856. 
Thomanders döttrar testamenterade efter faderns död ett hus på Sandgatan i Lund till Lunds universitet för att användas som studenthem. Studenthemmet finns än idag och heter Johan Henrik Thomanders studenthem.

## Uppväxt och tidig karriär
Johan Henrik Thomander var utomäktenskaplig son till vice pastorn Albrecht Johan Pisarski och Maria Sophia Thomaeus (1776–1851). Föräldrarna möttes då fadern hade tjänst i morfadern prosten Thomas Thomanders församling Fjälkinge. Moderns släkt, även stavad Thomé och Thomée och befryndad med adelsätten Adelsköld, härstammade enligt traditionen från en skotsk adelsman som blivit strandsatt vid Torekov omkring 1615 och senare upptogs som murarmästare i Helsingborg, och kallade sig Hans. Johan Henrik Thomander var systerson till skriftställaren, psalmdiktaren och prästen Jöran Jakob Thomæus. Modern gifte sig senare med faktorn Thomas Bond.
Född av ogifta föräldrar växte Thomander upp hos sin mormor, Elsa Sophia Mandorff, började studera vid universitetet 1812, för att 1814 tvingas avbryta studierna och ta anställning som informator hos en köpmannafamilj i Karlshamn. Han studerade dock på fritiden, avlade prästerliga examina och kunde prästvigas 1821. Först förordnad som predikant vid Karlshamns kastell kallades Thomander 1826 till docent vid teologiska seminariet i Lund, blev 1831 e.o. teologie adjunkt, förbigicks vid tillsättandet av domprostbefattningen samma år, men blev 1833 professor i pastoral teologi och erhöll 1836 teologie doktorsvärdighet vid Köpenhamns universitet.

## Vidare i karriären
Thomander blev 1845 professor i dogmatik och moralteologi, 1847 2:e teologie professor och 1850 domprost i Göteborg, vilken befattning han tillträdde 1851. 1856 efterträdde han Henrik Reuterdahl som biskop i Lunds stift. 1840 hade han inträtt i det politiska livet som medlem av prästståndet, 1855 invaldes han efter Atterbom i Svenska Akademien, som 1849 tilldelat honom sitt stora pris för vältalighet i anledning av hans samma år utgivna predikosamling.

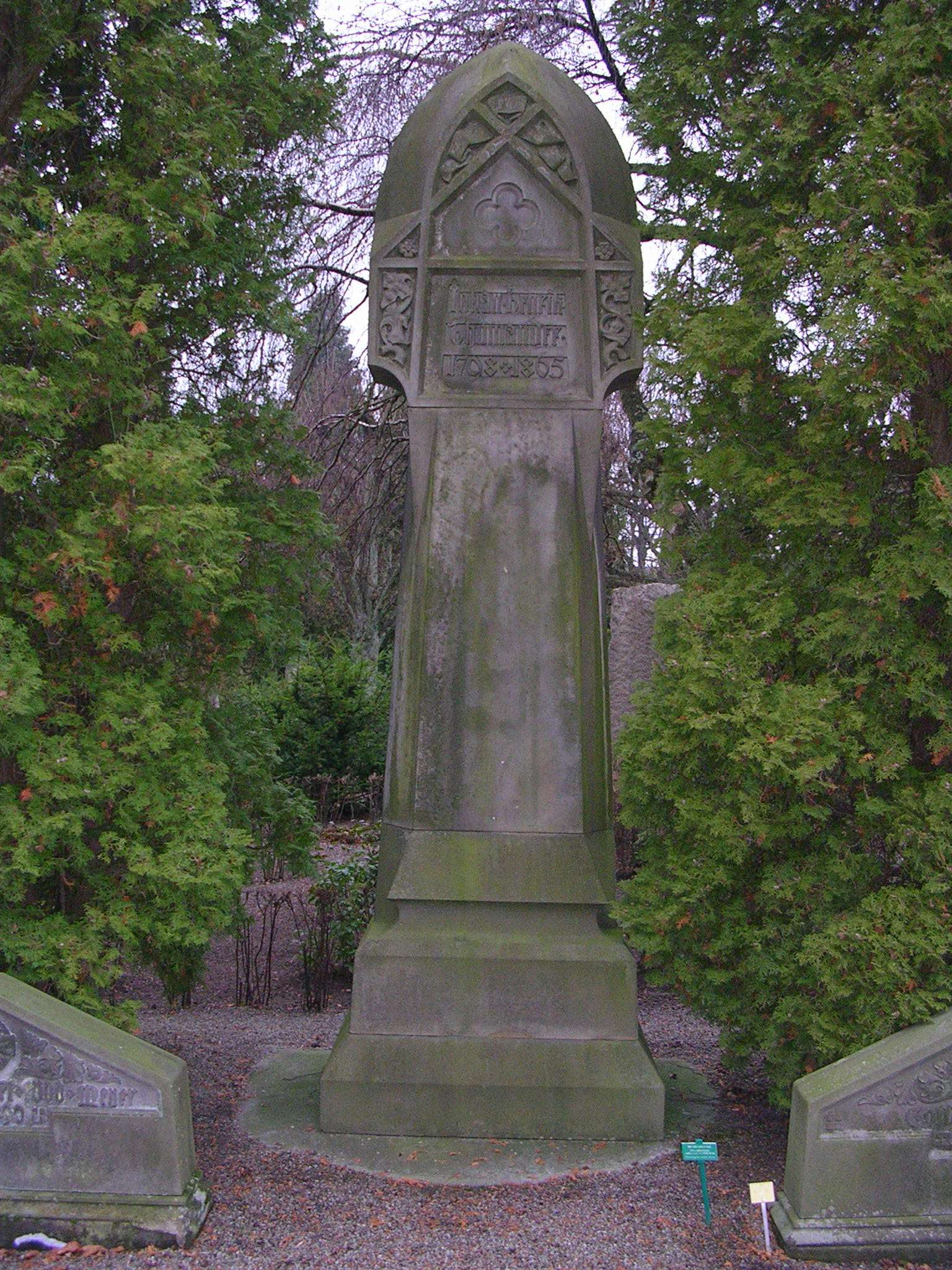
Thomanders grav på Östra kyrkogården i Lund.

Thomander var en synnerligen genialisk man, i hög grad mångfrestande. När han 1830 sökte domprostbefattningen i Lund, fällde Carl Adolph Agardh, jämförande honom med Reuterdahl, följande omdöme om honom: 
"Thomander är en vida överlägsnare person, överlägsen genom sin friska natur, sin duktiga kropp, sina livliga manér, sin hittighet, sin kvickhet, sin kännedom om modern litteratur, sin förmåga att träda fram, när det gäller, sin oförsynthet, sin dristighet, sin aplomb, sitt sätt att göra sig själv viktig och alla andra till bagateller. Han är duglig till allt, till hovman, till småpoet, till statsman, till litteratör, till översättare, till recensent, till jurist, till präst, till professor, varför då icke till domprost?"
Agardhs på samma gång smickrande och tadlande karakteristik av Thomander formades under den stora striden om domprostbefattningen i Lund. Det var säkerligen rättvist, att Thomander inte erhöll denna befattning, som han jämte en del äldre, väl meriterade män sökte. Thomander hade den tvivelaktiga förtjänsten att göra denna strid i högsta grad celeber. "Antivandalskrift", riktad särskilt mot medsökanden Achatius Kahl, och i tidskriften "Gefion", som han utgav tillsammans med N.O. Ahnfelt, fick han rikliga tillfällen att visa sin överlägsna förmåga som polemiker och satiriker. Denna förmåga övergav honom aldrig. Men med åren mildrades den och miste något av ungdomens respektlöshet. I tidigare år gav han densamma fritt lopp. På ett karakteristiskt sätt möter man den i hans brevväxling med C.F. Dahlgren. Dessa brev ger också en god inblick i Thomanders oerhört omfattande litterära intressen. Under sin konditionstid förvärvade han sig sällsynt beläsenhet inte minst i den nyare europeiska litteraturen. I yngre år tycks överhuvud de estetiska intressena ha dominerat. En professur i estetik hägrade då som det drömda framtidsmålet.

## Litterär produktion
Thomanders litterära produktion gick vid denna tid också åt det estetiska hållet. Det var då, som han gav lysande prov på sin sällsynt framstående översättartalang. Så utkom 1825 Shakespeares De muntra fruarna i Windsor, Som er behagar, Trettondagsafton, Antonius och Cleopatra och Kung Richard den andre, tolkningar, vilka även av C.A. Hagberg vitsordas som förträffliga, vidare Molnen av Aristofanes 1826, Manfred av Lord Byron s.å., och Brutus efter Voltaire 1830. Även i handskrift utförde han samtidigt åtskilliga dylika arbeten, såsom Amanda efter Moreto (uppförd 1831), Shakespeares Macbeth, Den senfärdige av Gensoul, samt Thesmophorierna och Grodorna av Aristofanes, de tre sistnämnda tryckta först i hans Skrifter.

## Teologiskt författarskap
Sitt teologiska författarskap inledde Thomander med avhandlingen De antichristo primae ecclesiae (1826). Tillsammans med Henrik Reuterdahl utgav han 1828–1832, 1836–1840 "Theologisk quartalskrift", som bildar epok i den svenska teologins historia. Bland Thomanders bidrag märks hans granskning av Sveriges nyare homiletiska litteratur, en samling recensioner, vilka bibehåller sitt värde än i dag. Märklig är här den höga uppskattningen av Henric Schartau, som annars inte hade något stort namn i den bildade och litterära världen. 1835 utgav Thomander översättningen av Nya testamentet
(ny upplaga 1860). Avsikten var att bryta med den dåvarande bibelkommissionens principer. Thomander lyckades emellertid inte slå igenom med sitt försök.

## Thomanders omgivning
Som föreläsare var Thomander inte särskilt framstående och åtnjöt inte heller som sådan någon popularitet bland studenterna. Han var dock en av initiativtagarna till bildandet av Akademiska Föreningen och blev dess förste ordförande. Till sin religiösa och teologiska åskådning var Thomander konservativ och jämställdes av Tegnér med den ortodoxe Bergquist, Schartaulärjungen. Kyrkopolitiskt var han emellertid liberal. Det var också på det kyrkopolitiska området och som kyrkoman Thomander mest verksamt skulle komma att ingripa. Till det offentliga livet stod hans håg; dit ledde honom också hans begåvning. Den på 1830-talet begynnande nykterhetsverksamheten omfattade Thomander med mycken värme. Med stor talang tog han föreningsformen i försvar emot dess vedersakare, i främsta rummet sin kollega Reuterdahl. Nykterhetsfrågan blev en kil mellan forna meningsfränder. Två partier började bilda sig, å ena sidan Thomander, Peter Wieselgren, Paul Gabriel Ahnfelt, senare H.B. Hammar, å den andra Reuterdahl och majoriteten av prästerskapet, en grupp, som längre fram erhöll förstärkning af den specifikt lundensiska högkyrkligheten under ledning av Ebbe Gustaf Bring.

## Reformvilja
Övertygelsen om nödvändigheten av tidsenliga reformer på kyrkoordningens område och det självsäkra medvetandet om egen förmåga föranledde Thomander att själv anmäla sig till ledamotskap i den kyrkolagskommitté, som på 1830-talet höll på att omorganiseras, sedan det 1828 utkomna kyrkolagsförslaget uppenbarligen visat sig inte kunna antas. Dåvarande statssekreteraren
v. Hartmansdorff avvisade inte det gjorda erbjudandet. Då kommittén i slutet av 1833 omorganiserades, blev Thomander en av de nya ledamöterna. Sin eminenta förmåga på det ifrågavarande området ådagalade han genom att några år senare utge ett av honom själv författat kyrkolagsförslag, som sedermera kom att i hög grad ligga till grund för kommitténs fortsatta arbete. Dess slutliga förslag kunde inte, lika litet som det föregående, stå sig för kritikens skärseld, men några frågor blev dock lösta på de partiella reformernas väg, och en del fördes framåt mot sin lösning.
Kyrkopolitiskt var Thomander motståndare till den klerikala episkopalismen och ställde sig i deras led, som ville större frihet inom kyrkan och större utrymme för församlingens medlemmar att avgöra kyrkans angelägenheter. Han önskade också större rörelsefrihet för kyrkan emot staten, och som anhängare av de synodala författningsprinciperna genomdrev han, att kyrkomötesinstitutionen fick en plats i 1846 års kyrkolagsförslag. Thomanders stora kyrkopolitiska betydelse sammanhängde med den betydande politiska roll han kom att spela i 1840-talets riksdagsliv. Han stod där avgjort på den
frisinnade sidan och umgicks livligt med de liberala koryféerna. Redan genom sitt mästerliga tal på Riddarhuset 1840, vid ett gemensamt möte med alla fyra stånden för representationsfrågan, framträdde Thomander som en av landets främsta parlamentariska talare. Han ivrade ständigt för representationsförändring och ingrep personligen för att föra frågan framåt; det var Thomander, som redigerade det s.k. ekholmska förslaget 1845. 

## Intresse för folkuppfostring
Överhuvud intresserade han sig mest för folkuppfostringsfrågor. Så talade han till förmån för anslag till folkskoleväsendet och så vidare vid fyra riksdagar (1840–1841, 1844–1845, 1847–1848 och 1856–1858) av de sex Thomander bevistade var han ledamot av statsutskottet. På 1850-talet hängav sig Thomander mindre åt det rent politiska livet. Så mycket mer kom han att betyda för den kyrkliga utvecklingen. Årtiondets historia är väsentligen hans egen historia. Det var en synnerligen vansklig brytningstid, föranledd av de stora väckelserörelserna och den segrande liberalismen, hos vilken väckelsen fann politiskt stöd vid sina krav på undanröjandet av alla skrankor på det religiösa området. Thomander var lika avgjord motståndare till non possumus-politiken som till den radikala omstörtningen. Sin position framlade han i en skrift Om svenska kyrkans och skolans angelägenheter (1853), riktad mot en ungefär lika benämnd skrift av Reuterdahl. 

## Resultat
I De kyrkliga frågorna (1860) kastar han en blick tillbaka på vad årtiondet frambragt i reformväg, och det var inte så litet. Kyrkoplikten var avskaffad, konventikelplakatet upphävt, sockenbandet hade blivit löst m.m. Åtskilligt övrigt vore dock att önska. Thomander talar ånyo för kyrkomöte, för domkapitlens ombildning, för ny prästvalsordning m.m. Det är nog inte för mycket sagt, att man i främsta rummet har Thomander att tacka för vad som blev gjort. Vad han betytt, märker man bäst, om man jämför 1850-talet med en annan kritisk tid, 1870-talet, som uppvisar en synnerligen steril kyrkopolitik.
Thomander hade inte bara allmänkyrklig betydelse. Även som stiftschef inlade han betydande förtjänster. Otvivelaktigt var det en stor lycka för stiftet, att Thomander blev dess biskop. Därigenom mildrades motsatsförhållandet mellan de olika partierna. Fullt till lags blev inte Thomander som biskop för sina gamla meningsfränder, av vilka flera förälskat sig i den skotska frikyrkan och därifrån hämtade sitt författningsideal. Inom sitt stift sökte Thomander åstadkomma större rörlighet dels genom täta visitationsresor, dels genom att anordna prästsällskapssammanträden under tiden mellan de vart sjätte år återkommande prästmötena. I bägge fallen blev Thomander en föregångsman för de andra stiften. Livligt intresserade sig Thomander för hednamissionen. Tillsammans med Reuterdahl, Bring, Wieselgren m.fl. hade han deltagit i stiftandet av Lunds missionssällskap 1845, vilket han sedan hela tiden ägnade sin kärlek. 
1838 hade Thomander utgett en katekes, 1849 utgav han och Wieselgren en omarbetning av wallinska psalmboken i syfte att undanröja väckelsekretsarnas klagomål. 1829 utkom Predikningar och nattvardstal, 1849 Predikningar öfver alla årets sön- och högtidsdagars evangelier (2
delar, översatt till danska 1855–1857). De tryckta predikningarna ger inte den rätta uppfattningen av Thomanders storhet som talare. Han var nämligen i främsta rummet en det levande ordets man, imponerande och hänförande genom sin fulländade makt över språket, tonen, hållningen, sin glödande entusiasm, sitt varma och människoälskande hjärtelag och inte minst genom den starka åder av humor och ironi, som oförmodat frambröt i hans tal och gav hans framställning dess oefterhärmliga och tjusande behag. Sistnämnda drag i hans mäktiga personlighet kunde inte göra sig gällande i hans predikningar, men så mycket mera i hans tillfällighetstal. 
Som studenttalare var han oöverträffad och utomordentligt populär. Det demoniska i hans natur, de skarpa motsatserna i hans väsen förlänade hans predikningar en egendomlig prägel. De var äkta mänskliga, fria från bildningsaristokratens återhållsamhet och därför inte ogynnsamt mottagna av den folkliga väckelsefromheten. Högst når Thomander, när han ställer mänsklig skröplighet i motsats till Guds barmhärtiga allmakt, överhuvud måste man dock säga, att han, åtminstone att döma av de tryckta predikningarna, inte är någon djup predikant. Hans predikningar har inte heller blivit mycket lästa, även om framställningen har en sällsynt stilistisk fullkomning, som är personlig och originell, utan att därför bli krystad eller sökt. 

## Efterord
Johan Henrik Thomander är begraven på Östra kyrkogården i Lund.
En god karakteristik av Thomander ger Gustaf Ljunggren, hans minnestecknare i Svenska Akademien, vilken framhåller det gåtfulla i hans personlighet, den underliga blandningen av skämt och allvar, som gjorde honom just som präst och biskop mindre tilltalande i mångas ögon. - En samling av hans viktigare skrifter utkom i 3 delar 1878–1879, Tankar och löjen, belletristiska drag ur Thomanders och C.F. Dahlgrens brefvexling m.fl. källor (samlade och utgivna av Arvid Ahnfelt, med levnadsteckning) 1876. Se för övrigt G. Ljunggren,
"Inträdestal" (i "Svenska akad:s handlingar ifrån år 1796", d. 41, 1867) och C.V.A. Strandbergs (Talis Qualis) mästerliga svar på detta tal, Harald Wieselgren, "Ur vår samtid" (1880), August Quennerstedt, "Johan Henrik Thomander" (i "Lunds stifts Julbok", 1912), O. Hippel, "Kyrkolagskommittén 1824–1846. En historisk och kyrkorättslig studie" (1914), och Emil Liedgren, "Johan Henrik Thomander : Ett kapitel ur humorns kyrkohistoria" (i "Vår lösen", 1918).

## Övrigt
Thomander var inte helt avlägset släkt med sin näst närmaste efterträdare på stol nummer 18, Vitalis Norström, detta dessutom dubbelt upp. Norströms föräldrar var kusiner med varandra, sonson respektive dotterdotter till Thomanders fyrmänning Greta Stina Meijer.